# Innovationspreis für Klima und Umwelt
Der Innovationspreis für Klima und Umwelt (IKU) wird vom Bundesministerium für Umwelt, Naturschutz und nukleare Sicherheit in Zusammenarbeit mit dem Bundesverband der Deutschen Industrie vergeben. Er wird in sieben Kategorien verliehen und ist mit insgesamt 175.000 Euro dotiert. Ausgezeichnet werden industriell verwertbare Innovationen, die einen Beitrag zu Klima- und Umweltschutz leisten. Der IKU ist aus dem BDI-Umweltpreis hervorgegangen und wurde seit 2009 zunächst jährlich vergeben. Seit 2011 erfolgt die Verleihung in Anpassung an den Europäischen Umweltpreis im Zweijahresrhythmus.

## Kategorien
Der IKU wird in den folgenden Kategorien verliehen:
- Prozessinnovationen für den Klimaschutz: Innovative Technologien, Techniken, Verfahren oder Prozesse, die das primäre Ziel verfolgen, den Energieverbrauch und/oder die Emissionen von Treibhausgasen zu verringern.
- Produkt- und Dienstleistungsinnovationen für den Klimaschutz: Innovative Produkte, Dienstleistungen oder Geschäftsmodelle, die das primäre Ziel verfolgen, den Energieverbrauch und/oder die Emissionen von Treibhausgasen zu verringern.
- Umweltfreundliche Technologien: Innovative Technologien, Techniken, Verfahren oder Prozesse, deren Umweltleistung nicht primär im Klimaschutz liegt, auch wenn dies als Nebeneffekt auftritt.
- Umweltfreundliche Produkte und Dienstleistungen: Innovative Produkte, Dienstleistungen oder Geschäftsmodelle, deren Umweltleistung nicht primär im Klimaschutz liegt, auch wenn dies als Nebeneffekt auftritt.
- Klima- und Umweltschutz-Technologietransfer in Entwicklungs- und Schwellenländer und Staaten Osteuropas: Innovative Technologien, Techniken, Verfahren, Prozesse, Produkte, Dienstleistungen oder Geschäftsmodelle, die das Ziel verfolgen, vorbildhaft zum Klima- und Umweltschutz der Zielländer beizutragen.
- Innovation und biologische Vielfalt: Innovationen, die dem Klima- und Umweltschutz durch Verbesserung der Biodiversität dienen.
- Nutzung des digitalen Wandels für klima- und umweltfreundliche Innovationen: Innovationen, die Chancen des digitalen Wandels für den Klima- und Umweltschutz nutzen.

## Auswahlkriterien und -verfahren
Das Fraunhofer-Institut für System- und Innovationsforschung ist wissenschaftlicher Partner des IKU und beurteilt die Bewerbungen nach folgenden Hauptkriterien:
- Innovationsleistung: Fortschrittlichkeit gegenüber dem Stand der Technik
- Beitrag zum Klima-, Umwelt-, Ressourcen-, Natur- und Gesundheitsschutz, im Einzelnen
  - Klimaschutz und effiziente Nutzung von Energie
  - Erhalt der Biodiversität
  - Ressourcenschonendes, rohstoffeffizientes Wirtschaften, einschließlich des Recyclings und der Nutzung nachwachsender Rohstoffe
  - Vermeidung von gefährlichen Stoffen
  - Lärmbekämpfung, Luftreinhaltung und Gewässerschutz
  - Abfallvermeidung, Bodenschutz
  - Arbeitsschutz

Darüber hinaus werden auch die folgenden Kriterien berücksichtigt:
- Marktpotential der Innovation
- Vorteile für Verbraucher und Unternehmen
- Mögliche Synergieeffekte
- In Kategorie 5 „Technologietransfer“: Vorteile für die Bevölkerung des Ziellandes, Nutzung der vor Ort gegebenen Ressourcen

Basierend auf diesen Kriterien ermittelt das Fraunhofer-Institut für System- und Innovationsforschung für jede Kategorie Preiskandidaten und schlägt sie der IKU-Jury vor. Die Jury unter Vorsitz von Ottmar Edenhofer entscheidet über die Preisträger.

## Preisgeld und -verleihung
Die Sieger der sieben Kategorien erhalten jeweils ein Preisgeld in Höhe von 25.000 Euro. In einer feierlichen Zeremonie übergeben die Bundesumweltministerin und der Präsident des BDI die Innovationspreise für Klima und Umwelt.

## Preisträger

### IKU 2022
Preisträger sind:
Kategorie „Nutzung des digitalen Wandels für klima- und umweltfreundliche Innovationen“
- ENEKA Energie und Karten GmbH (Rostock): kartografische Software-Toolbox zur Unterstützung von Kommunen bei der Energie- und insbesondere der Wärmeplanung
- etalytics GmbH (Darmstadt): KI-gestütztes Energiemanagement

Kategorie „Produkt- und Dienstleistungsinnovationen für den Klimaschutz“
- Fraunhofer Institut UMSICHT (Oberhausen) und Volterion (Dortmund): Kostensenkung für Stacks von Redox-Flow-Batterien
- Kueppers Solutions GmbH (Gelsenkirchen): weltweit erster im 3D-Druck hergestellter Serienbrenner mit optimierter Wärmerückgewinnung

Kategorie „Prozessinnovationen für den Klimaschutz“
- Grundfos GmbH (Erkrath): iGRID zur Unterteilung von Fernwärmenetzen in einzelne Zonen
- HeidelbergCement AG (Heidelberg): Verfahrenskonzept zur Kreislaufwirtschaft von Beton, Zuschlagstoffen, Zement und Kohlendioxid

Kategorie „Kooperation mit Entwicklungs- und Schwellenländern bei technischen oder sozialen Innovationen für Umwelt- und Klimaschutz“
- Klink Textile Pflege-Dienste (Salzgitter): Verfahren zur Wasser-, Chemikalien- und Energieeinsparung bei den industriellen Waschprozessen der Jeansproduktion
- TFE Energy GmbH (München): zeit- und kostensparende Planung von Elektrifizierungsprojekten mittels KI und Satellitendaten

Kategorie „Umweltfreundliche Technologien“
- Kurtz GmbH (Kreuzwertheim): Einsatz von Radiofrequenz-Technologie zur Herstellung von Formschaumteilen, dadurch Einsparung von Wasser und Energie sowie Einsatz von Biopolymeren und recyceltem Kunststoff möglich

Kategorie „Umweltfreundliche Produkte und Dienstleistungen“
- SCHUNK (Lauffen) in Zusammenarbeit mit INNOCISE: Greifer, der auf dem Prinzip der Adhäsion basiert, ermöglicht eine automatisierte Handhabung auch in hygienisch sensiblen Umgebungen oder für empfindliche Werkstücke, ohne zusätzlichen Energieaufwand

### IKU 2020
- In der Kategorie »Innovation und biologische Vielfalt« wird die Bahnlog GmbH aus St. Ingbert für integrierte Maßnahmen zum Biotop- und Artenschutz in den alltäglichen Abläufen der Firma ausgezeichnet. Das Unternehmen zeige, welches Potenzial ein Firmengelände für die Unterstützung der lokalen Artenvielfalt bieten kann.[8][9][10]
- Die Gerotor GmbH aus Puchheim gewinnt in der Kategorie »Prozessinnovationen für den Klimaschutz« mit der Weiterentwicklung des Prinzips eines Schwungmassenspeichers mit neuer Technologie und künstlicher Intelligenz zu einem innovativen Hochleistungsspeicher.[8][11]
- Die Lorenz GmbH & Co. KG aus Schelklingen stellt in ihrer intelligent vernetzten Fabrik smarte Wasserzähler her, für die eine 100-prozentige Wiederverwendung über mindestens zwei Produktlebenszyklen hinweg sichergestellt wird. Das verringere den Energie- und Ressourcenaufwand und ermögliche eine echte Kreislaufwirtschaft. Dafür erhält das Unternehmen den Preis in der Kategorie »Umweltfreundliche Produkte und Dienstleistungen«.[8][12]
- Die Sulfotools GmbH aus Darmstadt macht die Clean Peptide Technology (CPT) marktreif. In diesem Prozess zur Peptidherstellung werden wasserlösliche Schutzgruppen eingesetzt, sodass auf giftige organische Lösemittel verzichtet werden kann. An das Unternehmen geht ein Preis in der Kategorie »Umweltfreundliche Technologien«.[8][13]
- In der Kategorie »Produkt- und Dienstleistungsinnovationen für den Klimaschutz« gewinnen die Landesenergieagenturen Baden-Württembergs, Sachsens, Sachsen-Anhalts und Thüringens mit der Entwicklung des interaktiven Portals Kom.EMS. Dieses Portal unterstützt kommunale Verwaltungen bei Einführung, Verbesserung und Verstetigung ihres Energiemanagements und ermögliche so durch nichtinvestive Maßnahmen Einsparungen von 15 Prozent.[8][14]
- Die vilisto GmbH aus Hamburg bietet ein digitales und selbstlernendes Wärmemanagement für Nichtwohngebäude an. Dazu werden die Heizkörperthermostate »ovis« eingesetzt, die über eine integrierte Anwesenheitserkennung verfügen. Durch dieses Wärmemanagement werden durchschnittlich 25 Prozent der Heizenergie eingespart. Dafür erhält das Unternehmen den Preis in der Kategorie »Nutzung des digitalen Wandels für klima- und umweltfreundliche Innovationen«.[8][15]
- Die watttron GmbH aus Freital gewinnt den Preis in der Kategorie »Umweltfreundliche Technologien« für die Entwicklung von cera2heat. Dabei handelt es sich um ein neues Heizsystem für Thermoformprozesse, zum Beispiel zur Herstellung von Verpackungen wie Joghurtbechern. Damit lassen sich 30 Prozent und mehr an Kunststoff und Heizenergie einsparen.[8][16]

### IKU 2017
- Die Viessmann Kühlsysteme GmbH entwickelte mit ESyCool green ein System, welches Strom für den Lebensmitteleinzelhandel einspart, indem das gesamte Energiemanagement für die Kühlung der Kühlregale und die Gebäudeheizung über kleine, hermetisch dichte Wärmepumpen mit dem fluorfreien Kältemittel R290 (Propan) realisiert wird.[17]
- Der Creapaper GmbH aus Hennef gelang es, Grasfasern als Rohstoff für die Papierherstellung rein mechanisch und ohne chemische Zusätze aufzubereiten, um damit umweltfreundlicheres Papier zu entwickeln.[17][18]
- Die Mayer & Cie. GmbH & Co. KG aus Albstadt gewann mit der Technologie Spinit 3.0 E, die drei herkömmliche Maschinen im Spinn- und Strickprozess in der Textilherstellung durch eine einzige ersetzt und somit Energie und Rohstoffe einspart.[17]
- Der Spezialchemie-Konzern LANXESS AG hat gemeinsam mit den Projektpartnern INVITE GmbH und HELLER-LEDER GmbH & Co. KG einen neuen Herstellungsprozess für Nachgerbstoffe aus Nebenprodukten der Lederherstellung in dezentralen Anlagen direkt in den Gerbereien entwickelt. Fossile Rohstoffe werden durch Nebenprodukte der Lederindustrie und nachwachsende Rohstoffe ersetzt sowie große Energiemengen für Sprühtrocknung und Transporte eingespart.[17]
- In der Kategorie „Klima- und Umweltschutztechnologietransfer in Entwicklungs- und Schwellenländern und in Staaten Osteuropas“ wurden zwei Unternehmen ausgezeichnet: MicroEnergy International GmbH hat das Konzept der Schwarmelektrifizierung entwickelt, welches mit dem Tochterunternehmen ME SOLshare Ltd. in Bangladesch umgesetzt wird. Dabei werden existierende Solarpanele von benachbarten Haushalten mit Hilfe intelligenter Controller (SOLbox) verbunden und ermöglichen einen dezentralen Netzaufbau. Der produzierte Solarstrom kann dadurch umfangreicher genutzt und zwischen den Haushalten verkauft werden. Die Renewables Academy AG (RENAC) fördert die Märkte von grünen Energien und Klimaschutz durch Capacity Building im Finanzsektor von Schwellenländern. Ihr Konzept zur Vermittlung von Wissen über erneuerbare Energien und Energieeffizienz sowie zu internationalen Finanzierungsinstrumenten hilft entsprechende Investitionen anzuregen.[17]
- Ein Sonderpreis zu „Innovation und biologische Vielfalt“ ging an den Christliche Fachkräfte International (CFI) e.V. Der Verein nutzt zusammen mit seinem Partner Ndejje Universität Maisspindeln als Abfallbiomasse zur Brikettherstellung in Uganda. Das Verfahren verringert die Abholzung und erhöht die Biodiversität, Gesundheit und Energieeffizienz im Land.[17]

### IKU 2015
- Die Clariant Produkte GmbH entwickelte ein Verfahren zur klimafreundlichen und nachhaltigen Herstellung von Zellulose-Ethanol aus Agrarreststoffen.[19]
- Die beiden Unternehmen geoKOAX GmbH und Aqua-Concept GmbH entwickelten gemeinsam eine innovative Erdwärmesonde, welche die Nutzung von Erdwärme auch in Trinkwasserschutzgebieten und auf sehr kleinen Grundstücken ermöglicht.[19]
- Die RWE Deutschland AG wurde für die Integration eines 1 km langen supraleitenden 10-kV-Kabels in der Innenstadt von Essen ausgezeichnet. Dadurch wurde Material sowie Übertragungs- und Umwandlungsverluste eingespart.[19]
- Die Wilhelms GmbH entwickelte ein massenproduktionstaugliches Herstellungsverfahren für Bodenmikroorganismen (Pilze), mit deren Zugabe zum Saatgut große Mengen Dünger eingespart werden können.[19]
- Die Industrial Solar GmbH entwickelte ein marktfähiges solarthermisches System auf Basis von Fresnel-Kollektoren. Die Vermarktung erfolgt über ein Partner-Geschäftsmodell. Damit verbunden ist auch der Technologietransfer zur Produktion der Kollektoren vor Ort.[19]
- Ein Sonderpreis zu „Innovation und biologische Vielfalt“ ging an die Baumann Hydrotec GmbH & Co KG für den Hydro Fischlift. Diese Aufstiegshilfe für Fische mit kleinem Platzbedarf lässt sich auch bei großen Höhendifferenzen einsetzen.[19]

### IKU 2013
- Daimler AG und Gebr. Heller Maschinenfabrik GmbH für ein weltweit neuartiges, patentiertes Verfahren zur Beschichtung der Zylinderlaufflächen von Aluminium-Kurbelgehäusen, das die Reibungsverluste und somit auch den Kraftstoffverbrauch verringert[20]
- Die Leibinger GmbH für eine neuartige Methode, um kohlensäurehaltige und sauerstoffempfindliche Getränke in Flaschen abzufüllen. Die Leibinger-Ballon-Style-Filling Technology nutzt einen Kunststoffballon statt einer CO2-Spülung und spart damit CO2, Strom und Zeit[20]
- Evonik Fibres GmbH für die Entwicklung der Hohlfasermembran „SEPURAN® Green“ zur kosten- und energieeffizienten Trennung von Kohlendioxid und Methan, die insbesondere für die Reinigung von Biogas geeignet ist[20]
- Eisenmann Anlagenbau GmbH & Co. KG für die Entwicklung einer marktreifen Biogasaufbereitungsanlage, die u. a. Möglichkeiten bietet, das Gas in das Erdgasnetz einzuspeisen oder das Biomethan als Treibstoff zu verwenden[20]
- Saint-Gobain Weber GmbH für die Entwicklung der umweltfreundlichen „AquaBalance Oberputze“, die keine auswaschbaren Biozide enthalten und Fassaden durch einen ausgeglichenen Wasserhaushalt vor Pilz- und Algenbefall schützen[20]
- AUTARCON GmbH für die Entwicklung einer energieautarken, umweltschonenden und sicheren Trinkwasserversorgung für Entwicklungsregionen. Das "SuMeWa SYSTEM" wird bereits in acht Ländern in Regionen ohne Zugang zur Stromversorgung eingesetzt[20]
- Osram für die Entwicklung des OSRAM Off-Grid Lighting Concept, das den Aufbau zentraler Lade- und Verleihstationen vorsieht, die mittels Photovoltaikanlagen mit Strom versorgt werden. Eine Reihe von Dienstleistungen rund um Licht-, Energie- und Wasserversorgung werden in netzfernen Gebieten in Entwicklungsländern angeboten[20]

### IKU 2011
- Fels-Werke GmbH und Ecoloop GmbH für ein Verfahren, bei dem aus schadstoffreichen Abfällen und Biomasse mit Hilfe von Kalk reines Synthesegas hergestellt wird[21]
- Celitement GmbH für einen neuartigen Zement, bei dessen Herstellung nur halb so viel Energie verbraucht und halb so viel CO2 erzeugt wird wie herkömmlich[21]
- Freudenberg Sealing Technologies für ein Verfahren zur Metallumformung metallischer Stützringe, das gegenüber herkömmlichen Verfahren 73 % Stahl und dementsprechend CO2 einspart[21]
- Ingenieure ohne Grenzen e.V. für die Entwicklung von Kleinst-Biogasanlagen für die Landbevölkerung Tansanias[21]

### IKU 2010
- Continental Automotive GmbH für den Direct-Drive-Piezo-Injektor, der den Kraftstoffverbrauch von Fahrzeugen senkt[22]
- LichtBlick AG für das Zuhause-Kraftwerk, welches flexibel Strom produziert und gleichzeitig zuverlässig Wärme für einen Privathaushalt erzeugt[22]
- Intel für den Single-chip Cloud Computer (SCC) mit dem Computerprogramme der Zukunft getestet werden, um Rechenzentren in Zukunft energieeffizient zu gestalten[22]
- Fraunhofer-Institut für Algorithmen und Wissenschaftliches Rechnen SCAI für die AutoPacker-Suite, eine Software, die berechnet, wie man am besten Materialien zuschneidet und Objekte verpackt, wobei 20 % Ressourcen eingespart werden können[22]
- INENSUS GmbH für die Mikroenegiewirtschaft, eine privatwirtschaftlich organisierte Stromversorgung ländlicher Regionen Afrikas basierend auf erneuerbaren Energien[22]

### IKU 2009
- Zenergy Power GmbH und Bültmann GmbH für die Entwicklung der magnetischen Blockerwärmung mit Supraleitern, bei der gegenüber herkömmlichen Verfahren 50 % Energie eingespart wird[23]
- BSH Bosch und Siemens Hausgeräte GmbH für den Zeolith-Geschirrspüler, der 20 % weniger Strom verbraucht als herkömmliche Geräte[23]
- Technische Universität Dresden, Institut für Stahl und Holzbau für die Formholztechnologie, bei der 80 % Holz eingespart werden können[23]
- Dr.-Ing. Werner Neu Verfahrenstechnik GmbH für ein Polymerverarbeitungsverfahren, bei dem im Vgl. zu konventionellen Methoden 67 % Energie eingespart werden können[23]
- Siemens Sector Energy für die größte und effizienteste Gasturbine der Welt, die gegenüber anderen Turbinen 33 % CO2 einspart und es ermöglicht, mit GuD-Kraftwerken einen elektrischen Wirkungsgrad von über 60 % zu erreichen[23]
- Powitec Intelligent Technologies GmbH für den PiT-Navigator, der Kraftwerke so effizient wie möglich arbeiten lässt[23]

## European Business Awards for the Environment
Die Sieger des IKU qualifizieren sich für den Europäischen Umweltpreis. Die Jury des IKU kann darüber hinaus geeignete IKU-Kandidaten für den Europäischen Wettbewerb nominieren. Mit Zenergy Power GmbH und Bültmann GmbH (2010), INENSUS (2012), Daimler AG/Gebr. Heller Maschinenfabrik GmbH (2014) und Efficient Energy (2018–2019) haben bereits vier IKU-Preisträger/-Nominierte diesen Europäischen Umweltpreis gewonnen. Darüber hinaus waren mehrere IKU-Preisträger für einen European Business Award for the Environment nominiert: u. a. die LichtBlick AG und Freudenberg Sealing Technologies 2012, sowie die Dr. – Ing. Werner Neu Verfahrenstechnik GmbH und Siemens Energy 2010.